# Fernando Gerbasi
Fernando Gerbasi (c. 1942-Madrid, España, 1 de noviembre de 2021) fue un diplomático y escritor venezolano que se desempeñó como viceministro de relaciones exteriores de Venezuela y como embajador ante varios países y organizaciones internacionales.

## Carrera
Se graduó como licenciado en ciencias económicas en la Universidad de Ginebra, Suiza, obtuvo una especialización en comercio internacional en el GATT y consiguió una maestría en relaciones internacionales en el Centre d´Etudes Diplomatiques et Strategiques, en París, Francia.
Ingresó al servicio exterior de Venezuela el 1 de noviembre de 1968, y entre 1992 y 1994, se desempeñó viceministro de relaciones exteriores, donde estuvo encargado del ministerio catorce veces. Gerbasi también fue embajador de Venezuela ante Brasil, la República Democrática Alemana, las Comunidades Europeas y la Organización de Naciones Unidas, además de dos veces ante tanto Colombia como Italia y tres veces ante la Organización de las Naciones Unidas para la Alimentación y la Agricultura (FAO).
Renunció el 16 de diciembre de 2002 y a partir de 2014 empezó a vivir en España, después de las protestas en Venezuela de 2014. En una entrevista con Goethe-Institut explicó que escogió España porque su hijo menor residía y trabajaba allí desde 2002, y que su nacionalidad italiana le permitía establecerse en un país de la Unión Europea. Se encontraba jubilado del Servicio Exterior con el rango de embajador.
También fue director del Centro de Estudios Estratégicos y Relaciones Internacionales (CEERI) y profesor de política internacional en la Universidad Metropolitana. Igualmente, fue autor de varios libros y más de una docena de ensayos.
Gerbasi falleció en Madrid, España, a los 79 años de edad.